# Elizabeth Harvest
Elizabeth Harvest (bra: O Quarto Secreto) é um filme de suspense e de ficção científica de 2018 que foi escrito e dirigido por Sebastian Gutierrez. Estreou no festival South by Southwest em 10 de março de 2018. É estrelado por Abbey Lee como Elizabeth, uma jovem mulher que descobre que seu novo marido está escondendo segredos.
No Brasil, foi lançado pela Mares Filmes em VOD em 18 de março de 2021, e em novembro do mesmo ano, entrou no catálogo da Netflix, ficando entre os mais assistidos.

## Elenco
- Abbey Lee - Elizabeth
- Matthew Beard - Oliver
- Carla Gugino - Claire
- Ciarán Hinds - Henry
- Dylan Baker - Logan

## Recepção
No agregador de críticas Rotten Tomatoes, que categoriza as opiniões apenas como positivas ou negativas, o filme tem um índice de aprovação de 52% calculado com base em 21 comentários dos críticos.
Vários críticos compararam o enredo do filme ao conto popular "Barba Azul", com a Variety elogiando as performances de Gugino e Lee. Em resenhas para RogerEbert.com, Sheila O'Malley deu ao filme duas estrelas, criticando o filme por seu ritmo lento.